# Escale à Hollywood
Pour les articles homonymes, voir Anchors Aweigh.
Pour plus de détails, voir Fiche technique et Distribution.
Escale à Hollywood (Anchors Aweigh) est un film musical américain en Technicolor réalisé par George Sidney, sorti en 1945.

## Synopsis
Le film raconte l’histoire de deux marins partant pour un congé de quatre jours à Hollywood. Ils rencontrent le jeune Donald Martin qu'ils reconduisent chez lui. Orphelin, il est élevé par sa tante, Susan Abbott, laquelle s'avère être une belle jeune femme qui, figurante de cinéma, souhaiterait auditionner pour José Iturbi comme chanteuse...

## Fiche technique
- Titre : Escale à Hollywood
- Titre original : Anchors Aweigh
- Réalisation : George Sidney
- Scénario : Natalie Marcin et Isobel Lennart
- Photographie : Charles P. Boyle et Robert H. Planck, assistés de Sam Leavitt (cadreur, non crédité)
- Musique (non crédités) : George E. Stoll (également directeur musical) et Calvin Jackson
- Direction artistique : Randall Duell et Cedric Gibbons
- Décors de plateau : Edwin B. Willis et Richard Pefferle
- Costumes (supervision) : Irene et Kay Dean
- Conception des séquences dansées : Gene Kelly (en collaboration avec Stanley Donen, non crédité)
- Montage : Adrienne Fazan et Thomas Richards (non crédité)
- Production : Joe Pasternak
- Société de production et de distribution : Metro-Goldwyn-Mayer
- Pays de production : États-Unis
- Langue de tournage : anglais
- Format : Couleur (Technicolor)
- Genre : Film musical, Film fantastique
- Durée : 143 minutes
- Dates de sorties : 
  - États-Unis : 14 juillet 1945
  - France : 23 avril 1947

## Distribution

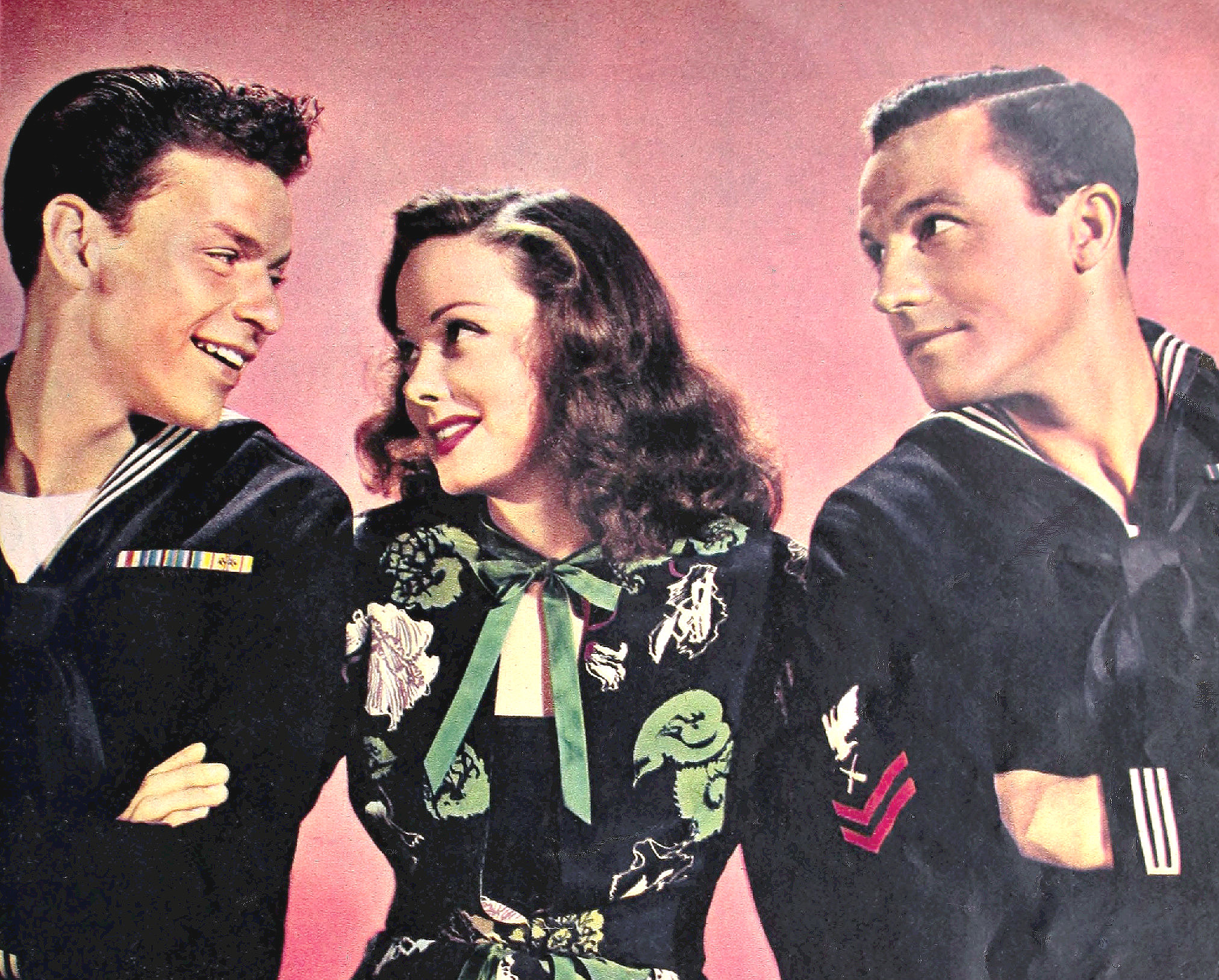
Frank Sinatra, Kathryn Grayson et Gene Kelly.

- Frank Sinatra (VF : René Dupuy) : Clarence Doolittle
- Kathryn Grayson (VF : Estelle Gérard) : Susan Abbott
- Gene Kelly (VF : Michel André) : Joseph Brady
- José Iturbi (VF : Michel Gudin) : Lui-même
- Dean Stockwell (VF : Renée Dandry) : Donald Martin
- Pamela Britton (VF : Ginette d'Yd) : la fille de Brooklyn
- Rags Ragland (VF : Jean Clarieux) : officier de police
- Billy Gilbert (VF : Georges Hubert) : le gérant du café
- Henry O'Neill (VF : Henry Darbrey) : Amiral Hammond
- Carlos Ramírez : Carlos
- Edgar Kennedy : le chef du poste de police
- Henry Armetta : le vendeur de sandwichs
- James Flavin (VF : Raymond Destac) : le policier à la radio
- Grady Sutton : Bertram Kraler

Acteurs non crédités
- Mimi Aguglia : une vieille femme
- Charles Coleman : le valet d'Iturbi
- Robert Homans : le vieux policier

Doublage français
- Studio : Metro Goldwyn Mayer Paris
- Direction artistique : André Lorière et Henry Darbrey
- Direction technique : Jean Monchablon
- Son : G. de Cespédès
- Montage : C. Demurget
- Adaptation : Max Eddy

## Autour du film
L’une des plus fameuses scènes du film est celle où Gene Kelly danse avec Jerry. Cette scène, dans laquelle Kelly est filmé en direct alors que la souris est animée, nécessita une année complète de tournage. À l’origine, les producteurs voulaient mettre en scène Mickey Mouse pour cette scène, mais Walt Disney refusa que son personnage soit utilisé dans un film de la MGM.

## Distinctions
- Oscar en 1946 pour la meilleure musique d’une comédie musicale ;
- Quatre autres nominations aux Oscars.